# Alston, Cumbria
Alston este un oraș în comitatul Cumbria, regiunea North West England, Anglia. Orașul aparține districtului Eden.